# Умбрійська мова

Умбрійська, або Умбрська мова — мова умбрів, що жили на території Умбрії — порівняно невеликої області по обидва боки Апеннінського хребта, з трьох боків і заходу обмеженої ріками Рубікон і Тибр, зі сходу — відрізком Адріатичного узбережжя між Рубіконом і Езісом, на півдні стикалася з Піценом і землею сабінів. Однак, на думку античних істориків, умбри колись займали набагато більшу територію, як в західному, так і в північному напрямку. Пам'ятники умбрської мови відносяться до III—I століть до н. е. Найвідоміший і великий з них — ігувінські таблиці. Вони являють собою сім бронзових листів з ритуальними приписами для жерців.